# Жуков, Георгий Сергеевич
Георгий Сергеевич Жуков (1907, Санкт-Петербург — июнь 1978, Москва) — сотрудник советских органов государственной безопасности, уполномоченный СНК СССР по иностранным военным формированиям на территории СССР, генерал-лейтенант (1945, лишён звания в 1954).

## Биография
В июле 1928 вступил в ВКП(б).
В органах госбезопасности с февраля 1930 года, службу на рядовых и руководящих должностях проходил в Смоленске, Москве, Новосибирске, Магадане, снова в Москве.
С февраля 1941 — заместитель начальника 1-го отдела Второго управления НКГБ СССР, с сентября 1941 — начальник 4-го (и/или 7-го) отдела 2-го управления НКВД СССР и представитель НКВД СССР для связи с командованием Польской армии на территории СССР, затем уполномоченный СНК СССР по иностранным военным формированиям на территории СССР. В 1942-1944 годах курировал со стороны НКВД СССР создание в СССР частей Войска Польского.
15 июня 1943 — 21 сентября 1944 начальник 7 отдела 2 управления НКГБ.
21 сентября 1944 — 10 июня 1948 Начальник управления специальных поселений НКВД/МВД в Новосибирске, затем до 3 марта 1951 — заместитель министра внутренних дел.
С 3 мая 1951 по 17 марта 1953 был начальником УСВИТЛ (Севвостлаг) и заместителем начальника дирекции Дальстроя.
17 марта — 7 мая 1953 начальник 8 отдела 1 главного управления МВД СССР, 7 мая 1953 — 8 апреля 1954 начальник 2 отдела 4 управления МВД, затем в распоряжении Отдела кадров КГБ.
Уволен 28 октября 1954 года «по фактам дискредитации», лишён звания генерал-лейтенанта 23 ноября 1954 г., постановлением СМ СССР 24 декабря 1954 года исключён из КПСС.

### Звания
- капитан госбезопасности (12.07.1941)
- майор госбезопасности
- комиссар госбезопасности 3 ранга (29.03.1944)
- генерал-лейтенант (9.07.1945)

### Награды
- 28 февраля 1942 — Знак «Заслуженный работник НКВД»;
- 20 сентября 1943 — Орден Красного Знамени;
- 1943 — Военный крест 1939 г. (Чехословакия);
- 13 марта 1944 — Орден Красного Знамени;
- 15 января 1945 — Орден Красной Звезды;
- 30 января 1951 — Орден Красного Знамени.